# 馬場氏
馬場氏（日语：／ Baba-shi */?）可以指：
- 攝津源氏流，仕於甲斐武田氏的馬場信春的一族。本文詳述。
- 常陸平氏大掾氏流吉田氏的一族（常陸馬場氏）。築起馬場城（後來的水戶城）。
- 房總平氏千葉氏的一族。有說法指千葉輔胤以後的千葉氏當主就是出自這一族。
- 少弐氏的一族。主要人物有馬場賴周。
- 松浦氏的一族。

馬場氏乃日本姓氏之一，由源氏武士團的創立者源滿仲之嫡子源賴光，以攝津源氏的源仲政（即馬場仲政、源賴政之父）為祖先而來。

## 概況
馬場氏是源賴光的攝津源氏後裔，成為美濃源氏的土岐氏祖先的源光信（土岐光信）的孫兒‧在美濃國土岐郡成為土豪的土岐光衡的一族（『馬場家譜』【日语：*/?】）。之後移往甲斐國巨摩郡教來石而改姓教来石氏。教來石駿河守信明成為甲斐守護武田信重的女婿並繼承馬場氏。這支馬場氏就是以木曾家村的三男馬場常陸介家景為祖先的木曾氏的支流。
在武田信玄、勝賴時期成為譜代家臣的馬場信春（信房）本來是甲斐西北部的鄉下武士團武川眾屬下的教來石氏，本名是教來石景政，根據『甲陽軍鑑』中記載，武田家臣教來石信明（馬場信明）四代後的馬場虎貞因為向武田信虎（信玄之父）諫言而被殺。天文15年（1546年），因為信玄的命令，景政繼承同族馬場氏而改名為馬場美濃守信春，在信玄、勝賴時期以重臣身份活躍，在天正3年的長篠之戰中戰死。
馬場氏的子孫有信春的長男‧在信濃國深志城戰死的信忠3男‧甲斐國稻門朝氣邑（現今甲府市朝氣町）的武田浪人和鄉士馬場彦左衛門的家系、江戶時代的幕臣、和泉國淡輪村的鄉士、越後國松岡村的鄉士、以及下野國上三川村的鄉士等。因為在某一代時期與主家武田氏建立起姻親關係，有時會被記為武田氏的一族。上三川町的馬場氏在江戶時期世世代代擔任名主一職，一族的家紋是武田菱。

## 另見
- 攝津源氏
- 武田氏
- 土岐氏
- 教來石氏
- 木曾氏